# 1927 i Sverige

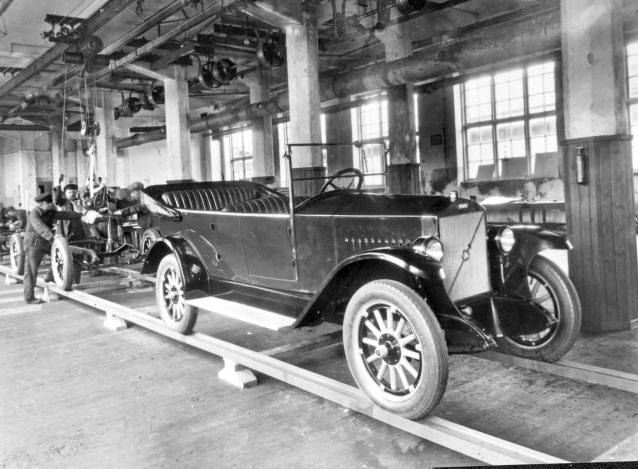
Den första Volvo-bilen tillverkades 1927.

Händelser från år 1927 i Sverige.

## Händelser
- Volvobiltillverkningsföretaget grundades i Göteborg som ett dotterbolag till den SKF AB.
- Forex Bank etablerades
- Norra Kvill nationalpark etablerades.[1]
- Föreningen Kvinnolistan bildas.

## Konst och kultur
- Serien Kronblom skapades av Elov Persson

## Födda

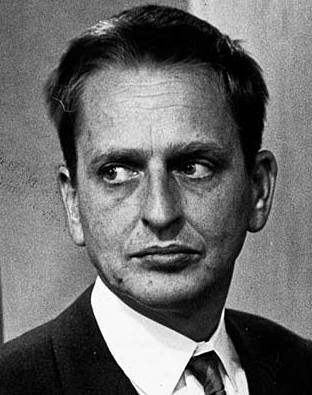
Olof Palme, premiärminister 1969-76 och 1982-86.

- 30 januari – Olof Palme, politiker (död 1986)
- 30 april – Lars Hall, modern femkamp, olympisk mästare 1952 och 1956 (död 1991).[2]
- 7 maj – Åke Hansson, fotbollsspelare
- 22 november – Gullan Bornemark, musiker

## Dödsfall
- 7 juli – Gösta Mittag-Leffler, matematiker (född 1846)
- 19 augusti – Johan Edman, dragkampen (född 1875). [3]
- 2 oktober – Svante Arrhenius, forskare (född 1859)